# Love Land
Love Land je park vybudovaný na korejském ostrově Čedžu, ve kterém jsou rozmístěny sochy zpodobňující osoby či zvířata v různých sexuálních polohách. Na jejich vytvoření začali umělci pracovat v roce 2002 a 16. listopadu 2004 se park otevíral. Rozkládá se na ploše dvou fotbalových hřišť a je zde asi 140 výtvorů. Otevřeno je každý den od 9 hodin do půlnoci a vstup je umožněn pouze starším osmnácti let. Prohlídka parku trvá asi čtyřicet až šedesát minut. K jeho návštěvníkům patří novomanželé přijíždějící sem při své svatební cestě z jiných částí země. Vystavené objekty vytvořila skupina dvaceti absolventů umění z Hongikovy univerzity v Soulu. Nezletilým návštěvníkům parku je k dispozici část s dětským hřištěm.
Lokalita samotná patří k častým cílům svatebních cest korejských a japonských novomanželů. Mezi Korejci se dokonce řadí k nejoblíbenějším. Jezdí sem ale i Číňané, pro něž místo představuje jedno z mála míst na světě, kam mohou cestovat aniž by měli vystavena víza. Ostrov vulkanického původu nabízí příhodné teplé podnebí, které souvisí s jeho polohou jižně od Korejského poloostrova, dále se zde nachází vhodné pláže a od 11. listopadu 2011 je prohlášen za jeden ze sedmi přírodních divů planety. O čtyři roky dříve (2007) se stal součástí světového dědictví UNESCO. Muzeí obdobně tematicky zaměřených se na ostrově nachází více ( k roku 2014 zde se sexuální tematikou byly celkem tři). Jedno z nich navíc v těsném sousedství Love Landu. Za zvýšenou koncentraci zdejších muzeí mohou finanční pobídky jihokorejské vlády, jež ve snaze o zvýšení zájmu turistů o lokalitu nabízí majitelům muzeí finanční podporu při jejich výstavbě a následně též daňové úlevy během jejich provozu.
Vedle parku Love Land se v Jižní Koreji, u města Samčchok, nachází park Haesindang, v němž jsou vystaveny různě zpodobněné mužské pohlavní údy, jejichž uctívání má v Koreji napomoci zvýšení plodnosti. Další park podobný Love Landu plánovala pod názvem Romantic Boulevard vybudovat skupina investorů na Tchaj-wanu.